# Suvaja (Bosanska Dubica, BiH)
Suvaja je naseljeno mjesto u sastavu općine Bosanska Dubica, Republika Srpska, BiH.

## Stanovništvo
| Suvaja             |              |
| godina popisa      | 1991.        |
| Srbi               | 132 (87,42%) |
| Hrvati             | 0            |
| Muslimani          | 0            |
| Jugoslaveni        | 13 (8,61%)   |
| ostali i nepoznato | 6 (3,97%)    |
| ukupno             | 151          |